# Hebron (condado de Jefferson, Wisconsin)
Hebron es un municipio (en inglés, town) del condado de Jefferson, Wisconsin, Estados Unidos. Según el censo de 2020, tiene una población de 1043 habitantes.

## Geografía
El municipio está ubicado en las coordenadas 42°56′15″N 88°43′9″O / 42.93750, -88.71917 (42.937569, -88.719159). Según la Oficina del Censo de los Estados Unidos, tiene una superficie total de 75.1 km², de la cual 74.8 km² corresponden a tierra firme y 0.3 km² son agua.

## Demografía
Según el censo de 2020, hay 1043 personas residiendo en la zona. La densidad de población es de 14 hab./km². El 93.2% de los habitantes son blancos, el 0.2% son afroamericanos, el 0.5% son amerindios, el 0.2% son asiáticos, el 1.8% son de otras razas y el 4.1% son de una mezcla de razas. Del total de la población, el 5.5% son hispanos o latinos de cualquier raza.